# 재클린 두브로비치
재클린 두브로비치(영어: Jacqueline Dubrovich, 영어 발음: /ˈʤækəlᵻn duˈbɹoʊ̯vɪʧ/, 1994년 7월 18일~)는 미국의 펜싱 선수로 주 종목은 플뢰레이다. 2024년 하계 올림픽 여자 플뢰레 단체전에서 금메달을 획득했으며 세계 선수권 대회에서 은메달 1개와 동메달 1개를 획득했다.